# Himalayotityobuthus martensi
Espèce
Himalayotityobuthus martensi est une espèce de scorpions de la famille des Ananteridae.

## Distribution
Cette espèce se rencontre en Inde au Jammu-et-Cachemire et au Népal.

## Description
La femelle paratype mesure 23,4 mm.

## Systématique et taxinomie
Cette espèce a été décrite par Lourenço en 1997.

## Étymologie
Cette espèce est nommée en l'honneur de Jochen Martens.

## Publication originale
- Lourenço, 1997 : « Description of a new genus and new species of Buthidae scorpion from the Himalayas of India and Nepal, with some new biogeographic implications. » Entomologische Mitteilungen aus dem Zoologischen Museum Hamburg, vol. 12, no 156, p. 183-188 (texte intégral).